# Luacana
Luacano é uma vila e município da província de Moxico, Angola. O município tinha uma população de 20.755 em 2014.